# Калязинская челобитная
«Калязинская челобитная» (в рукописях XVII—XVIII веков «Список с челобитные, какова подана в 185 (1677) году Калязина монастыря от крылошан на архимандрита Гавриила в его неисправном житии слово в слово преосвященному Симеону архиепископу Тверскому и Кашинскому») — памятник русской смеховой литературы XVII века.
Написана около 1677 года в виде пародии на челобитную. Текст описывает жизнь монахов Троицкого Макарьева монастыря близ Калязина, которые проводят время в безделье и пьянстве. Язык произведения близок к разговорному, с рифмованными присловьями и прибаутками (характерный пример — «Как бы казне прибыль учинить, а себе в мошну не копить и рубашки б с себя пропить, потому что легче будет ходить»).
Сохранилось два несколько отличающихся друг от друга варианта «Калязинской челобитной». Первый, «старший», воспроизводит текст ближе к той форме, которую он имел в XVII веке, относится, по-видимому, к рубежу XVII—XVIII веков; в конце текста — список вымышленных лиц, будто бы составивших челобитную. Второй, более поздний («младший»), разбивает текст на абзацы в соответствии с требованиями, которые предписывались указом Петра I 1723 года «как челобитные, так и доношения писать по пунктам» (соответственно, все списки этого текста относятся в XVIII веку.

## Издания
- Калязинская челобитная // Русская повесть XVII в. Сост. М. О. Скрипиль. Л., 1954, 143—147.